# Ретроградна конденсація
Ретроградна конденсація — зворотна конденсація, ретроградна конденсація, випадання рідкої фази в дво- або багатокомпонентній газовій системі поблизу її критичної точки при ізотермічному зниженні тиску.
Виникає, коли газ у трубі стискається за межі точки конденсації, в результаті чого рідина знову випаровується. Це протилежність конденсації: так звана ретроградна конденсація.
Оскільки більшість природного газу, знайденого в нафтових пластах, не є чистим продуктом, коли несупутній газ видобувається з родовища в умовах надкритичного тиску/температури (тобто тиск у пласті падає нижче точки роси), конденсат може під час ізотермічного процесу і зниженні тиску, піддаватися ефекту ретроградної конденсації.
Йоганнес Петрус Кюнен відкрив ретроградну конденсацію та опублікував свої висновки у квітні 1892 року